# Теиде
Теиде је вулкан који се налази на острву Тенерифе (Канарска острва, Шпанија). Висок је 3 718 метара надморске висине што га чини навишим врхом у Шпанији, као и највишим острвом у Атлантском океану Налази се у оквиру Националног парка Теиде, који је 2007. Унеско прогласио светском баштином.
Ако се мери од дна океана, висина Теидеа износи 7 500 m (24 600 стопа) што га чини четвртим вулканом на Земљи у тој категорији. УНЕСКО и НАСА описују га као трећу по висини вулканску структуру на Земљи. Међутим, како је Теиде настао пре само 170 000 година услед вулканске активности која је изазвала катастрофално клизиште, Теидеова база заправо се налази у кратеру Лас Кањадас (остаци старијег, еродираног, угашеног вулкана) на висини од око 2 190 m (7 190 стопа) изнад нивоа мора. Надморска висина Теидеа чини острво Тенерифе десетим по висини на свету. Теиде је још увек активан вулкан, а његова последња ерупција догодила се 1909. године из отвора Ел Чинјеро на северозападном рифту Сантјаго. Комитет Уједињених нација за ублажавање катастрофа прогласио је Теиде једним од „Вулкана деценије”.